# Ignacio Carlos González
Não confunda com o futebolista uruguaio Ignacio González.
Ignacio Carlos González Cavallo (Sarandí, 17 de dezembro de 1971) é um ex-futebolista argentino que atuava como goleiro. Jogou entre 1991 e 2008, com destaque para suas passagens por Racing Club e Las Palmas.
Apesar de jogar no gol, era conhecido também por sua precisão em cobranças de pênalti: em 308 partidas como atleta profissional, marcou 14 gols.

## Carreira em clubes
Em sua carreira, Nacho, como é mais conhecido, estreou profissionalmente em 1991, pelo Racing Club, atuando em 133 jogos até 1997.
No futebol argentino, jogou também por Newell's Old Boys, Estudiantes, Nueva Chicago e Arsenal de Sarandí. Defendeu ainda o Pachuca (México) e o Unión Española (Chile), sendo que nestes dois clubes, o goleiro conquistou os 2 únicos títulos em sua carreira, em 1999 e 2003.
Pelo Las Palmas, Nacho González teve duas passagens: na primeira, entre 1997 e 1998, atuou em 56 jogos. Na segunda, entre 2006 e 2008, jogou 38 partidas. Encerrou a carreira em junho de 2008, aos 36 anos.
Depois de trabalhar como auxiliar-técnico, voltou à Argentina em 2010, para trabalhar no Lanús como treinador de goleiros. Dois anos depois, regressa ao Racing para trabalhar com Alfio Basile, exercendo o mesmo cargo.

## Seleção
Pela Seleção Argentina de Futebol, o goleiro atuou em 4 partidas entre 1997 e 1998. Foi convocado para a Copa América de 1997, ficando na reserva de Carlos Roa. Atuou em um jogo, contra o Equador. Disputou ainda as Eliminatórias Sul-americanas para a Copa de 1998, mas não foi convocado para o torneio.

## Curiosidades
- Pelo Racing, Nacho González tornou-se o primeiro goleiro a marcar gols pelo clube e também o primeiro a marcar 2 gols de pênalti na Primeira Divisão argentina[5].
- No Las Palmas, tornou-se o primeiro goleiro a marcar 2 gols na Primeira Divisão espanhola. Marcou seis vezes em sua primeira passagem na equipe das Canárias, todos de pênalti[6].
- Em 2005, quando atuava pelo Unión Española, agrediu o árbitro Enrique Osses e foi suspenso. A punição foi decisiva para a saída do goleiro, que voltaria a atuar no ano seguinte, pelo Arsenal de Sarandí.